# Basjneft
Basjneft (Russisch: Башнефть) is de zesde oliemaatschappij van Rusland. Het bedrijf is vooral actief in  Basjkirostan, een autonome republiek in oostelijk Europees-Rusland.

## Activiteiten
Basjneft is actief in de winning van ruwe aardolie, de verwerking hiervan in raffinaderijen en de verkoop van ruwe olie en olieproducten. In 2015 produceerde het bedrijf 20 miljoen ton olie, het had hiermee een aandeel van 4% in het nationale totaal en was de op vijf na grootste producent van het land. De verwerkingscapaciteit van de raffinaderijen is ongeveer gelijk aan de eigen olieproductie. Basjneft heeft een marktaandeel van 7% in de totale raffinagecapaciteit en staat daarmee op de vierde plaats. Een klein deel van de olieproducten wordt verkocht via een eigen netwerk van tankstations. De omzet wordt in gelijke delen behaalt met de verkoop van olie en olieproducten in Rusland en in het buitenland. Het bedrijf telde in 2015 zo'n 36.000 medewerkers.

## Geschiedenis
Het bedrijf werd in 1946 opgericht door de samenvoeging van diverse bestaande activiteiten. De jaarproductie piekte op een niveau van 48 miljoen ton in 1967. In 1995 werd het bedrijf een naamloze vennootschap en kreeg aandeelhouders. In maart 2009 werd het Russische bedrijf AFK Sistema de grootste aandeelhouder met een controlerend belang. 
Na een langdurig conflict tussen de Russische overheid en de grootaandeelhouder van Sistema, vergelijkbaar met de ontwikkelingen bij Yukos, heeft de Staat per 1 juli 2016 de helft van de aandelen in handen en 60% van het stemrecht. Een kwart van de aandelen zijn in handen van de republiek van Basjkirostan. De overheid heeft aangegeven het belang in de onderneming te willen verkopen.
In oktober 2016 werd bekend dat Rosneft de koper is van het meerderheidsbelang. De Russische oliemaatschappij, voor bijna 70% in handen van de Russische staat, betaalde hiervoor US$ 5,3 miljard (RUB 329,6 miljard). De aankondiging kwam als een verrassing, omdat eerder de overheid liet weten de verkoopplannen voor maximaal vijf jaar uit te stellen en daarmee te wachten op een hogere olieprijs en verkoopopbrengst. In mei 2017 bracht Rosneft een zaak naar de rechter en eiste van Sistema een vergoeding van US$ 1,9 miljard in verband met Basjneft. Volgens Rosneft had Sistema activa van Basjneft verkocht, waarvoor Rosneft heeft betaald aan de overheid, maar heeft deze niet gekregen. Op 22 december 2017 werd de zaak geschikt en betaalde Sistema RUB 100 miljard (US$ 1,7 miljard) aan de eisers.